# Christian Hendrik Persoon
Christian Hendrik Persoon (Stellenbosch, 1º febbraio 1761 – Parigi, 16 novembre 1836) è stato un botanico e micologo sudafricano.
Considerato come il padre della sistematica micologica, viene definito da C.G. Lloyd uno degli autori più importanti in questo campo.

## Biografia
C.H. Persoon nacque nel 1761 a Stellenbosch in Sudafrica da genitori di origine olandese e tedesca e morì nel 1836, in povertà, a Parigi.
Poco si conosce di lui durante gli anni in cui visse in Sudafrica.
Nel 1775, a tredici anni lasciò il Sudafrica, per non tornarci mai più.
Nel 1776, dopo la morte del padre, Christian Daniel Persoon, restò orfano e trascorse parte della sua infanzia in Germania, per stabilirsi poi definitivamente a Parigi.
C.H. Persoon era un allievo serio e scrupoloso, si era trasferito a Lingen (Germania) per studiare prima teologia e poi medicina. Presentò subito un grande interesse per la botanica e la micologia, che poi studio all'Università di Leida (Paesi Bassi) ed all'università di Gottinga (Germania).
Nel 1799 ricevette il PhD del Deutsche Akademie des Naturforscher ad Erlangen, riconoscimento per il suo lavoro nella classificazione dei funghi.
Organizzava il suo lavoro in un armadietto medico, dedicando il suo tempo libero alla botanica e pubblicò vari manuali sui funghi.
Una sua opera importante fu la Synopsis Methodica Fungorum (1801), considerato uno dei più importanti lavori di sistematica dei funghi in letteratura micologica.
Raccolse specie botaniche di tutto il mondo in un importante erbario che fu comprato nel 1825 dal governo olandese per un importo di 800 fiorini ed è attualmente ospitato presso il Nationaal Herbarium Nederland a Leida.
Diede un contributo notevole all'adozione della tassonomia micologica di Linneo e subì, nei suoi studi, l'influenza di Elias Magnus Fries.
In suo onore fu creato il genere Persoonia comprendente arbusti australiani.

## Le opere
Tra le opere di C.H. Persoon citiamo:
- Observationes mycologicae (1795-1799)
- Icones et Descriptiones Fungorum Minus Cognitorum (Lipsia, 1798)
- Synopsis methodica Fungorum (2 vol., 1801)
- Species plantarum (5 vol., 1817-1827)
- Traité des champignons comestibles (1819)
- Mycologica Europaea (3 vol., 1822-1828)

## Taxa descritti da Persoon

### Specie di funghi
- Agrocybe praecox (Persoon: Fries) Fayod
- Albatrellus cristatus (Persoon: Fries) Pouzar & Kotlaba
- Amanita fulva (Ja.C. Schaeffer: Persoon) Persoon
- Amanita muscaria var. formosa (Persoon: Fries) Bertillon
- Amanita rubescens (Persoon: Fries) S. F. Gray
- Astraeus hygrometricus (Persoon) A. P. Morgan
- Bjerkandera fumosa (Persoon: Fries) Karsten
- Bolbitius reticulatus (Persoon: Fries) Ricken
- Bolbitius vitellinus (Persoon: Fries) Fries
- Boletus giganteus Persoon
- Calocera viscosa (Persoon: Fries) Fries
- Calvatia gigantea (Batsch: Persoon) Lloyd
- Collybia cirrhata (Persoon) Quélet
- Coltricia cinnamomea (Persoon) Murrill
- Coprinus disseminatus (Persoon: Fries) S. F. Gray
- Coprinus niveus (Persoon: Fries) Fries
- Cortinarius argentatus (Persoon: Fries) Fries
- Crepidotus applanatus (Persoon: Fries) Kummer
- Cyathus olla (Batsch) Persoon
- Cyathus striatus W. Hudson: Persoon
- Daedalea quercina Persoon: Fries
- Disciotis venosa (Persoon: Fries) Boudier
- Ganoderma applanatum (Persoon: Wallroth) Patouillard
- Geastrum quadrifidum (Persoon) Persoon
- Gloeoporus taxicola (Persoon: Fries) Ryvarden & R. L. Gilbertson
- Grifola umbellatum (Persoon: Fries) S. F. Gray
- Gymnopilus liquiritiae (Persoon: Fries) Karsten
- Gyromitra esculenta (Persoon: Fries) Fries
- Hebeloma mesophaeum (Persoon: Fries) Quélet
- Hericium erinaceus (Fries) Persoon
- Hypha bombycina Persoon
- Hypoxylon fragiforme (Persoon: Fries) Kickx
- Inocybe pyriodora (Persoon: Fries) Kummer
- Inonotus obliquus (Persoon: Fries) Pilát
- Lacrymaria velutina (Persoon: Fries) Singer
- Lactarius piperatus (Linnaeus: Fries) Persoon
- Langermania gigantea (Batsch: Persoon) Rostkovius
- Lentinus torulosus (Persoon: Fries) Lloyd
- Leotia lubrica Persoon: Fries
- Lycoperdon echinatum Persoon
- Lycoperdon perlatum Persoon
- Lycoperdon pyriforme Ja.C. Schaeffer: Persoon
- Marasmius cohaerans (Persoon: Fries) Cooke & Quélet
- Megacollybia platyphylla (Persoon: Fries) Pouzar & Kotlaba
- Melanoleuca melaleuca (Persoon: Fries) Murrill
- Mutinus caninus (Persoon) Fries
- Myriostoma coliforme (Persoon) Corda
- Panaeolus foenisecii (Persoon: Fries) R. Kühner
- Panellus mitis (Persoon: Fries) Singer
- Peziza repanda Persoon
- Phallus hadriani (Venturi) Persoon
- Phallus impudicus Persoon
- Phellinus torulosus (Persoon) Galzin & Bourdot
- Pisolithus tinctorius (Persoon) J. N. Couch & Coker
- Pleurocybella porrigens (Persoon: Fries) Singer
- Pleurotus dryinus (Persoon: Fries) Kummer
- Pleurotus porrigens (Persoon: Fries) Kummer
- Polyporus badius (Persoon) Schweinitz
- Polyporus giganteus Persoon: Fries
- Polyporus umbellatus Persoon: Fries
- Psathyrella foenisecii (Persoon: Fries) A. H. Smith
- Puccinia graminis Persoon
- Russula alutacea Persoon: Fries
- Russula rosacea (Persoon: Secretan) Fries
- Scleroderma cepa Persoon
- Scleroderma citrinum Persoon
- Sphaerobolus stellatus (Tode) Persoon
- Tremella foliacea Persoon: Fries
- Tricholoma flavovirens (Persoon: Fries) S. Lundell
- Tricholomopsis platyphylla (Persoon: Fries) Singer
- Tubaria furfuracea (Persoon: Fries) C. C. Gillet
- Tulostoma brumale Persoon
- Xylaria polymorpha (Persoon: Mérat) Greville
- Xylobolus frustulatus (Persoon: Fries) Boidin

### Generi di funghi
- Albugo (Persoon) Roussel: S. F. Gray
- Amanita Persoon: W. J. Hooker
- Ascobolus Persoon: Fries
- Battarrea Persoon
- Bovista Dillenius: Persoon
- Clathrus Micheli: Persoon
- Coprinus (Persoon: Fries) S. F. Gray
- Corticium Persoon: S. F. Gray
- Cortinarius Persoon: S. F. Gray
- Craterellus Persoon
- Cyathus A. von Haller: Persoon
- Daedalea Persoon: Fries
- Fuligo A. von Haller emend Persoon
- Geastrum Micheli: Persoon
- Geoglossum Persoon: Fries
- Geopyxis (Persoon) Saccardo
- Geotrichum Link: Persoon
- Gomphus Persoon: S. F. Gray
- Gymnopus Persoon: S. F. Gray
- Hericium Persoon: S. F. Gray
- Isaria Persoon: Fries
- Lactarius Persoon: S. F. Gray
- Leotia Persoon: Fries
- Lepiota Persoon: S. F. Gray
- Lycoperdon Persoon
- Mitrula Persoon: Fries
- Mycena Persoon: S. F. Gray
- Odontia Persoon: S. F. Gray
- Onygena Persoon: Fries
- Phallus Micheli: Persoon
- Physarum Persoon emend Rostafinski
- Poria Persoon: S. F. Gray
- Puccinia Micheli: Persoon
- Russula (Persoon: Fries) S. F. Gray
- Scleroderma Persoon
- Serpula Persoon: S. F. Gray
- Spathularia Persoon: Wallroth
- Sphaerobolus Tode: Persoon
- Stereum Persoon: S. F. Gray
- Stictis Persoon: Fries
- Tulostoma Persoon
- Ustilago (Persoon) Roussel